# Șatră

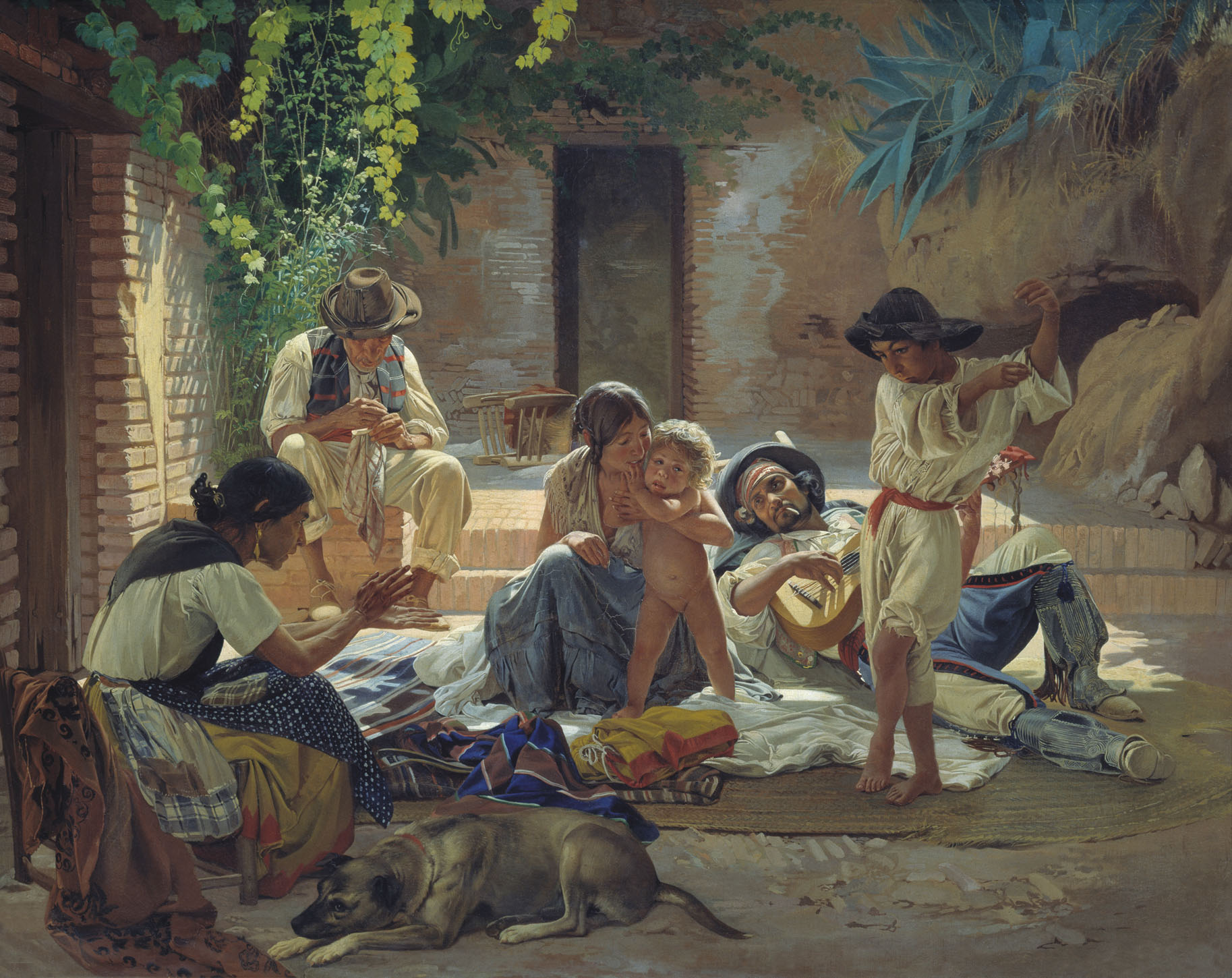
O șatră de țigani spanioli

Șatra este un grup, o comunitate de țigani nomazi.

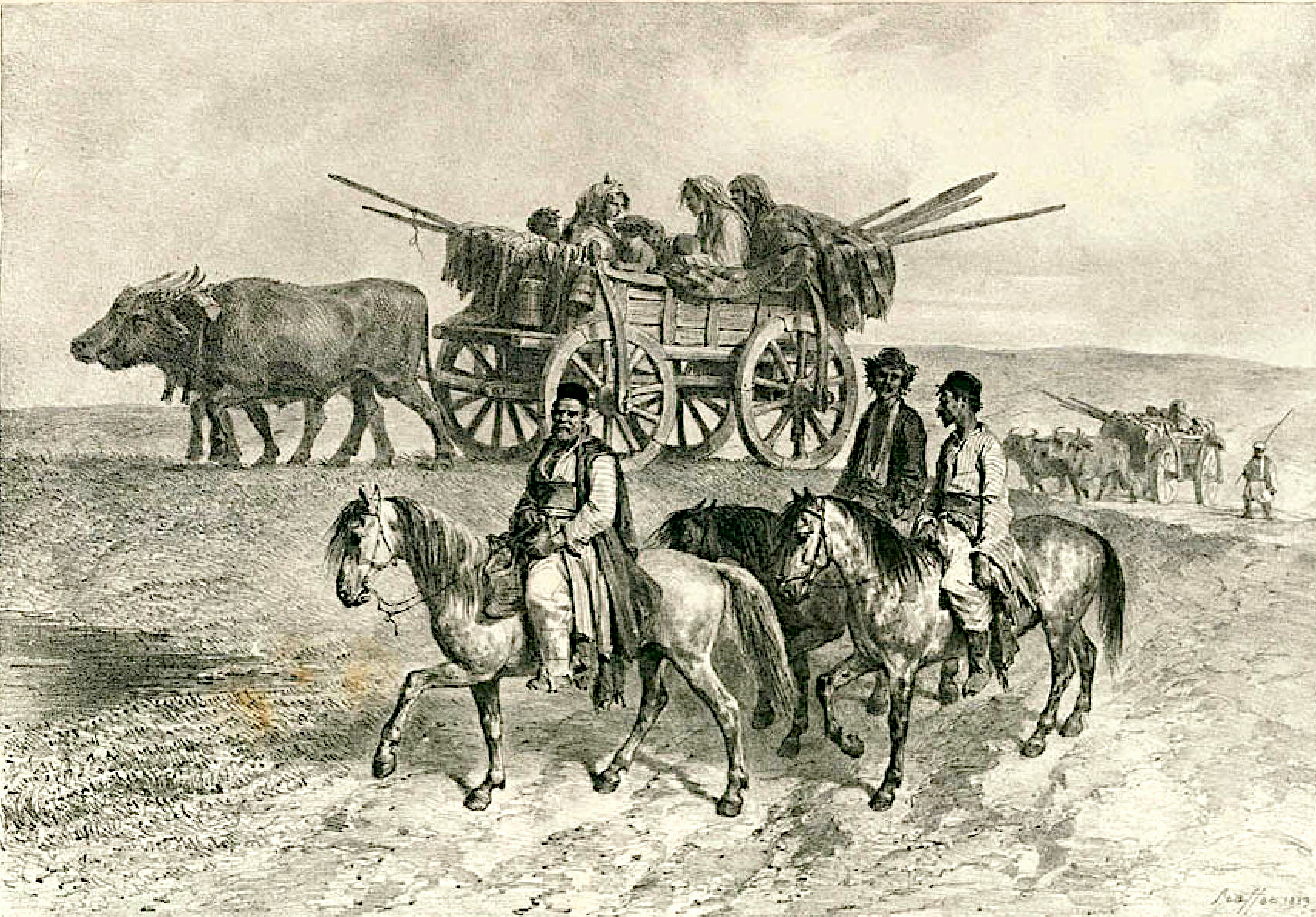
O șatră de țigani migrând